# Andre Lucas
Andre Cavaro Lucas (Washington, 2 ottobre 1930 – Thua Thien, 23 luglio 1970) è stato un militare statunitense.
Si laureò alla United States Military Academy, West Point, classe 1954.
Fu ucciso in azione mentre era in servizio come ufficiale comandante del 2º Battaglione, 506º Reggimento di fanteria paracadutista della 101ª Divisione Aviotrasportata dell'esercito statunitense, di stanza nella Base di Ripcord, nella Provincia di Thua Thien nel Vietnam del Sud.
Ricevette la Medal of Honor postuma per l'eroismo dimostrato nel corso della guerra del Vietnam.

## La memoria
- Il nome di Andre Lucas è annoverato nel Vietnam Veterans Memorial (The Wall) al pannello 8W, fila 46.[2]
- La scuola elementare "Andre Lucas" a Fort Campbell, nel Kentucky, è intitolata in suo onore.[3]
- Un tributo a Lucas da parte di William E. Odom è stato pubblicato su TAPS, maggio/giugno 2005.[4].